# پلدختر
پُلدُختَر مرکز شهرستان پلدختر در جنوب غربی استان لرستان، در رشته کوه‌های زاگرس است. پلدختر سابقا بر سر راه قدیم تهران - جنوب قرار داشت اما اکنون جادهٔ تهران - جنوب از شهر خرم‌آباد (مرکز استان) به واسطهٔ آزادراه خرم زال، به جنوب متصل شده‌است. پلدختر در ۱۰۰ کیلومتری جنوب غربی خرم‌آباد واقع شده، و مردم آن از قوم لر و ایل بالاگریوه هستند.
شهرت این شهر به خاطر وجود پل‌های باستانی و اهمیت ارتباطی آن است. بر اساس مستندات سازمان شهرداری‌ها و دهیاری‌های کشور، شهرداری پلدختر از سال ۱۳۴۲ خورشیدی تأسیس شده و در سال ۱۴۰۱، درجه شهرداری این شهر ۷ بوده‌است.

## نامگذاری
نام این شهر از نام پل بزرگ و محکمی که از روزگار ساسانیان به جا مانده گرفته شده‌است.
قبلاً به این شهر جایدر و پاپیل (پای پُل) گفته می‌شد که از سال ۱۳۰۸ به پلدختر تغییر نام یافت.
هم‌اکنون ستون‌های تخریب شده از پل تاریخی که بر روی رودخانه زده شده قابل رویت بوده و کنگره آن که جاده سراسری از زیر آن رد می‌شود همچنان پا بر جاست.

## جغرافیا

### موقعیت جغرافیایی
شهر پلدختر در دامنهٔ کوه مَله، از رشته کوه زاگرس واقع شده‌است. شهر پلدختر از نظر جغرافیایی در ۴۷ درجه و ۴۲ دقیقه درازای خاوری و ۳۳ درجه و ۹ دقیقه پهنای شمالی و دارای ارتفاعی بین ۶۵۰ متر تا ۷۱۰ متر از سطح دریا قرار دارد.

### آب و هوا
پلدختر در تابستان دارای آب و هوایی گرم و خشک و در زمستان معتدل و نسبتاً سرد می‌باشد؛ ولی هر چند سال یک بار پلدختر شاهد بارش برف آن هم به صورت جزئی و کلی می‌باشد. پلدختر از شهرهای پُر باران لرستان می‌باشد.

## مردم‌شناسی

### زبان
مردم پلدختر از قوم لر هستند و به زبان لری با گویش بالاگِریوِه‌ای سخن می‌گویند.

### جمعیت
بر پایه سرشماری عمومی نفوس و مسکن در سال ۱۳۹۵ جمعیت این شهر ۲۶٬۳۵۲ نفر (۷٬۵۶۳ خانوار) بوده‌است.

## محله‌ها
پلدختر دارای ۵ محلهٔ اصلی می‌باشد. این محله‌ها عبارتند از: زیر جَده (ساحلی) که حدوداً مرکز شهر است. کاوکالی، پشت جَده (پشت بهداری)، وِلاب و دَردیا.
هم چنین ۵ کوی: کوی پاسداران، تنگ علی (کوی بسیجیان)، کوی فرهنگیان، کوی شهرداری، کوی سازمانیها.
قدیمی‌ترین این محله‌ها محلهٔ زیر جَده یا همان مرکز شهر و قدیمی‌ترین کوی، کوی پاسداران می‌باشد.

### فضای سبز و پارک‌ها
سرانه فضای سبز در شهر پلدختر برای هر نفر ۵٫۶ متر مربع است. از مهم‌ترین پارک‌های این شهر می‌توان به پارک شهرداری، پارک صخره‌ایی و پارک فدک اشاره کرد.

## گردشگری

### جاذبه‌های تاریخی

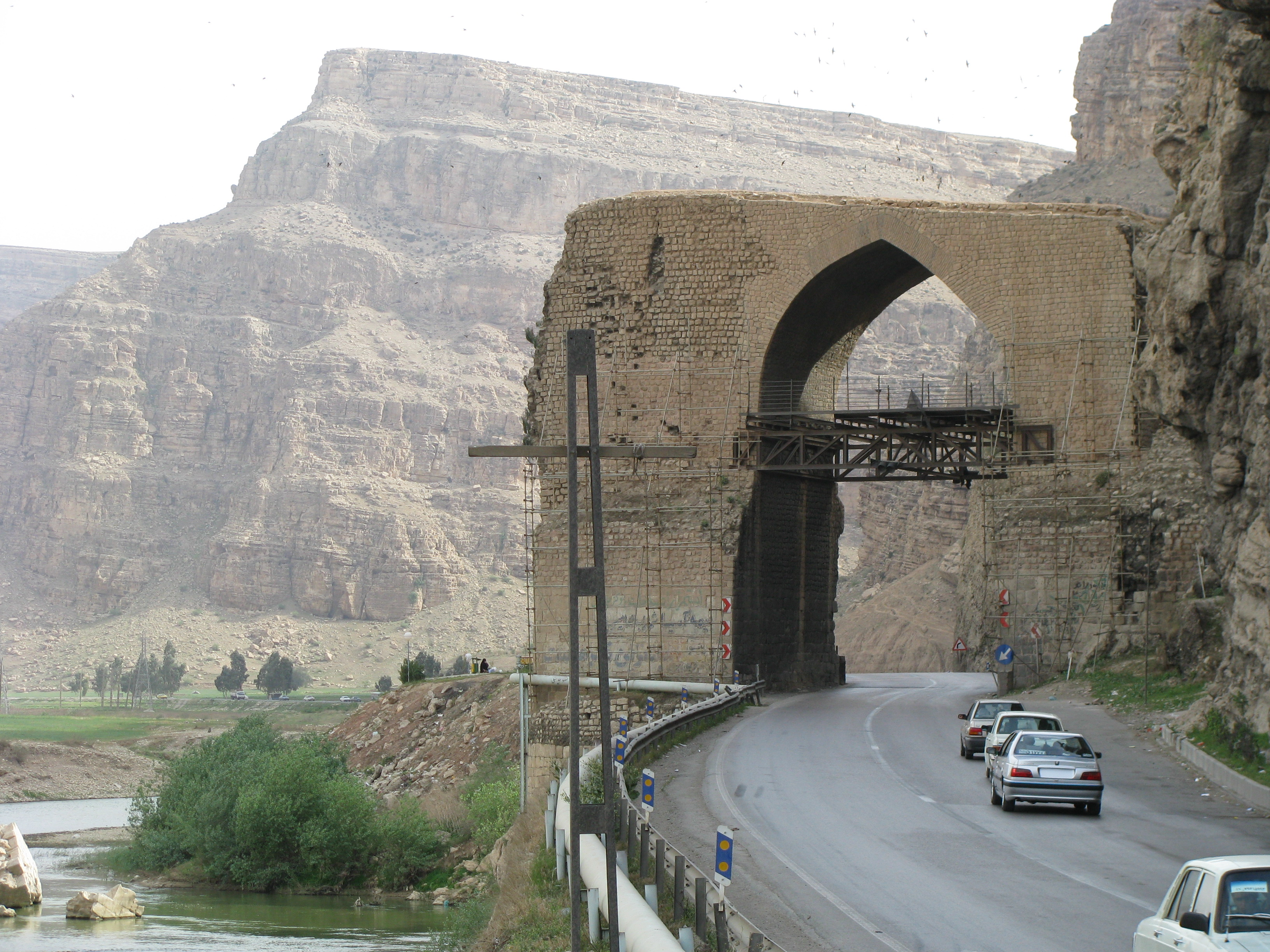
پل دختر
پل دختر سازه‌ای متعلق به دوره ساسانیان است که بر بقایای پلی قدیمی تر که متعلق به دوره هخامنشیان است ساخته شده. این پل تاریخی در ورودی شمالی شهر است. هم‌اکنون تنها یک دهانه از طاق‌های آن برجا مانده و جاده شماره ۳۷ از زیر آن عبور می‌کند. این پل بی تردید در مسیر ارتباطی بین شهرهای شاپورخواست و جندی شاپور قرار داشته و از اهمیت راهبردی برخوردار بوده‌است.
پل گاومیشان
پل گاومیشان مربوط به دورهٔ ساسانیان می‌باشد. این پل در ۳۰ کیلومتری جنوب غربی شهر پلدختر و بر فراز رودخانهٔ سیمره و در نزدیکی مرز استان ایلام قرار دارد. طول این پل که از بناهای دوره ساسانی است حدود ۱۷۵ متر و عرض گذر سطح پل نزدیک به ۸ متر و ۲۰ سانتیمتر است و در حال حاضر دارای ۶ چشمه طاق می‌باشد.
غار کلماکره
غار کلماکره، در سال ۱۳۶۸ گنجینه‌ای بی نظیری در غار کلماکره شهرستان پلدختر کشف شد که به گفته خبرگزاری مهر می‌توان آن را ششمین گنجینه باستانی بزرگ جهان به حساب آورد. تاریخ این گنجینه به ۲۷۰۰ سال قبل بازمی‌گردد.
غار کوگان
غار کوگان در شرق شهر پلدختر واقع شده‌است. این غار یکی از غارهای تاریخی ایران است که در دورهٔ اشکانیان به وسیلهٔ انسان‌ها ساخته شده‌است.

کاروانسرای چمشک
کاروانسرای چمشک در منطقهٔ چمشک از توابع پلدختر و در مسیر راه باستانی شاپورخواست به خوزستان قرار گرفته‌است. این بنا مربوط به دورهٔ صفویه و دورهٔ حکومت شاه عباس اول می‌باشد. این بنا در فهرست آثار ملّی ایران ثبت شده‌است.

### جاذبه‌های طبیعی
تالاب‌های پلدختر

یکی از تالاب‌های پلدختر

بیش از ۱۵ تالاب فصلی و دائم در پلدختر وجود دارد.
تالاب‌های پلدختر که در گویش محلی به آن‌ها
(گُریا) می‌گویند که مهم‌ترین آنها در ۱۵ کیلومتری این شهر و در روستای میرآباد (ولیعصر) قرار دارند. این تالاب‌ها زیستگاه بسیاری از گونه‌های جانوری مانند پرندگان مهاجر و انواع آبزیان می‌باشد. از این تالاب‌ها می‌توان به تالاب گوی شیر اشاره کرد. همچنین از دیگر تالاب‌های این شهرستان می‌توان به تالاب‌های تنگ فنی اشاره کرد که آنان هم زیستگاه انواع جانوران، هستند. تالاب‌های پلدختر شهرت ملی دارند.

جنگل‌های بلوط
جنگل‌های بلوط در اکثر نقاط استان لرستان پراکنده‌اند. شهرستان پلدختر نیز از این پوشش دارا بوده که عمدهٔ این جنگل‌ها در منطقهٔ بادامک می باشد.
رودخانه کشکان
رودخانه کشکان از مرکز شهرستان پلدختر می‌گذرد. رودخانه کشکان از بلندای گرین، هرو و دو آب سرچشمه می‌گیرد. شاخهٔ اصلی آن از به هم پیوستن دو رود هرو و دو آب تشکیل می‌شود و در فاصلهٔ ۳۰ کیلومتری شهر خرم‌آباد در جایی به نام دو آب به رود خرم‌آباد برخورد می‌کند و پس از آن در روستای افرینه در ۳۰ کیلومتری پلدختر با رود چولهول برخورد کرده و به سمت پلدختر در جریان می باشد. این رود شهر پلدختر را به دو قسمت شرقی و غربی تقسیم می کند. رودخانه کشکان در 30 کیلومتری جنوب غربی پلدختر با رودخانه سیمره که از استان همدان سرچشمه گرفته و از شرق استان ایلام (شهرستان دره شهر) می گذرد، تلاقی کرده و به سمت خوزستان جاری می شود و در نزدیکی مرز خوزستان با رودخانه زال که از کوههای لرستان سرچشمه می گیرد تلاقی کرده و رود کرخه را تشکیل داده و وارد خوزستان می شود. این رودخانه آب تمام زمین‌های کشاورزی روستاهای حاشیه خود را تأمین می‌کند.

آبشار آبتاف
آبشار آبتاف پلدختر آبشاری فصلی است که در ۲ کیلومتری شمال این شهر و بر سر راه پلدختر - خرم‌آباد قرار دارد.

### غذاهای محلی و صنایع دستی
از غذاها و خوراک‌های محلی پلدختر می‌توان به، دِنو رو، نانِ گِرده، نانِ ساجی، نانِ بلوط و چِزِنَک رُغِه اشاره کرد. و از جمله صنایع دستی پلدختر جاجیم، گلیم و فرش لُری است.

## ترابری
فاصله پلدختر تا تهران ۶۰۵ کیلومتر و تا اهواز ۲۶۸ کیلومتر است. پلدختر بر سر شاهراه تهران-خوزستان قرار گرفته و دارای اهمیت ارتباطی و راهبردی است. جاده شماره ۳۷ که مناطق شمال و غرب ایران را به جنوب و استان خوزستان متصل می‌کنند از پلدختر می‌گذرد.
فاصلهٔ شهر پلدختر با برخی از مناطق پر رفت‌وآمد:
| شهر مقصد | مسافت         |
| -------- | ------------- |
| اراک     | ۳۲۷ کیلومتر   |
| اهواز    | ۲۶۸ کیلومتر   |
| اصفهان   | ۵۰۸ کیلومتر   |
| تهران    | ۶۰۵ کیلومتر   |
| شیراز    | ۷۵۸ کیلومتر   |
| مشهد     | ۱٬۴۱۳ کیلومتر |
| کرمانشاه | ۲۳۰ کیلومتر   |

## مراکز درمانی و دانشگاه‌ها
- بیمارستان امام خمینی (پلدختر) وبگاه
- مرکز شبکه بهداشت[۱۲]
- دانشگاه آزاد اسلامی واحد پلدختر[۱۳]
- دانشگاه پیام نور پلدختر[۱۴]
- دانشکده پرستاری پلدختر
- مؤسسه آموزش عالی پلدختر[۱۵]